# Jacques Toussaert
Jacques Toussaert est né à Dunkerque le 26 avril 1922 et est décédé à Roubaix le 18 novembre 2014. 
Prêtre du diocèse de Lille, il devint Docteur ès lettres en 1959 et était attaché à l'institut d'histoire européenne de l'université de Lille. 
L'abbé Toussaert est le lauréat du Prix Broquette-Gonin de l'Académie française en 1964 pour son œuvre Le sentiment religieux en Flandre à la fin du Moyen Âge publié la même année.